# Tyllinjärvi
Tyllinjärvi är en sjö i Finland. Den ligger i kommunen Miehikkälä i landskapet Kymmenedalen, i den södra delen av landet, 160 km öster om huvudstaden Helsingfors. Tyllinjärvi ligger 15,5 meter över havet. Arean är 2,55 kvadratkilometer och strandlinjen är 17,27 kilometer lång. Sjön  ingår i Vaalimaanjokis huvudavrinningsområde.   I omgivningarna runt Tyllinjärvi växer i huvudsak blandskog.
I övrigt finns följande i Tyllinjärvi:
- Kaislaluoto (en ö)
- Järvensaari (en ö)
- Pajuluoto (en ö)

I övrigt finns följande vid Tyllinjärvi:
- Häkälänjärvi (en sjö)
- Olkalampi (en sjö)
- Vaalimaanjoki (ett vattendrag)
- Välijärvi (en sjö)